# 堀内雲鼓

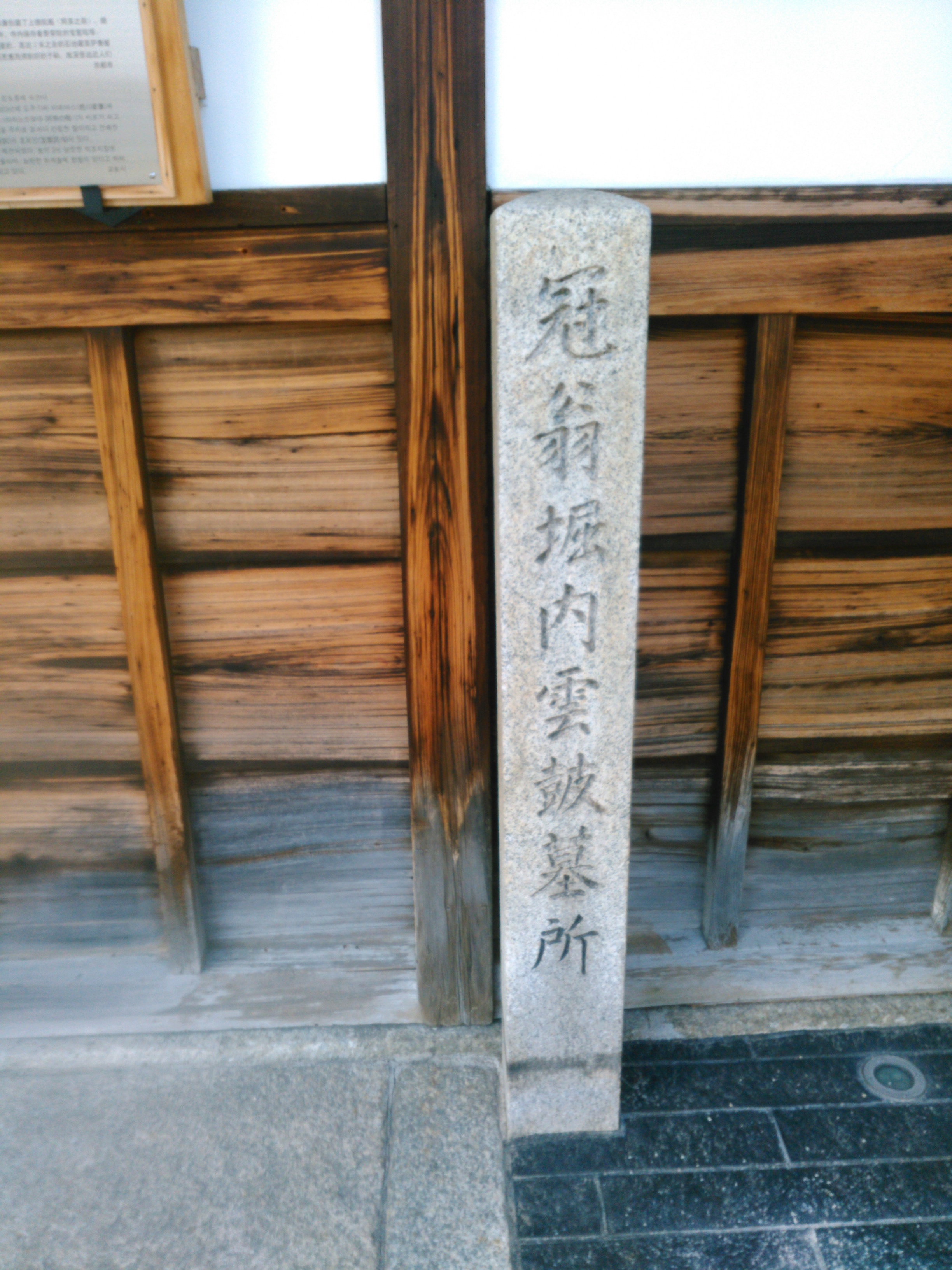
冠翁堀内雲鼓墓所 石碑（京都市下京区・上徳寺）

堀内 雲鼓（ほりうち うんこ、寛文5年（1665年）- 享保13年5月2日（1728年6月9日））は、江戸時代中期の俳人。京都における代表的な雑俳点者。千百翁、吹簫軒、迎光庵と号した。俗名は「堀内清蔵尚昌」。

## 人物
大和国（奈良県）の生まれ。京都に出て、滝方山に俳諧を、有賀長伯に和歌を学ぶ。仏道に帰依して仏誉助給法子と号し、愛宕の里五条橋東に迎光庵を結んだ。
雑俳点者として活躍し、雑俳様式の一つ「笠付」を確立させ、これは特に上方で流行した。弟子に川勝雲堂、吉井雲鈴、居初雲峯などがいる。編著に、俳書として「やとりの松」「しか聞」、雑俳書として「夏木立」などがある。
享保13年（1728年）、64歳で死去。下京区の上徳寺に葬られた。

## 関連文献
- 潁原退蔵「雲鼓と『夏木立』」「雲鼓の俳歷」『俳諧史論考』（星野書店,1936）
- 久佐太郎『堀内雲皷研究』（文芸塔社,1953）
- 永井一彰「特別小論 雲鼓の会所本」川柳学3巻2号54-58頁（新葉館出版,2007）